# Giulio Morellato
Giulio Morellato (Marsango, 10 de octubre de 1892 – Padua, 10 de febrero de 1965) fue un relojero y empresario italiano, fundador de la empresa Morellato del mismo nombre.

## Biografía
Nacido en Marsango, una aldea de Campo San Martino, en la provincia de Padua, fue el séptimo de ocho hijos. Abandonó la escuela primaria para trabajar con su padre, relojero y zapatero. Solo pudo acudir a la escuela hasta el tercer grado, pero logró graduarse cuando ya era adulto siguiendo cursos nocturnos. Después de ser reclutado para la Primera Guerra Mundial, Giulio regresó del frente y se mudó a Bolonia, con su hermano menor, para abrir una tienda de relojes. Los dos hermanos gestionaron el negocio juntos, y Giulio decidió iniciar una actividad comercial recorriendo varios mercados como vendedor ambulante entre Bolonia, Lugo y Ferrara. En 1925 se casó con una joven de la romaña lucense, hermana de uno de sus compañeros de la guerra, con quien tuvo numerosa descendencia: tres hijos y dos hijas. Después de tener problemas de vista que obstaculizaban su trabajo de precisión en las partes mecánicas de los relojes, Giulio se dio cuenta de la mala elaboración de las correas, especialmente de los relojes de pulsera suizos, por lo que decidió producir correas de alta calidad, fundando en 1930 la empresa Morellato en Bolonia.

## La empresa
En un principio, estas correas se vendían con relojes producidos por Giulio o importados, pero posteriormente Giulio se especializó únicamente en la producción de correas. Durante la Segunda Guerra Mundial, en 1943, Giulio y su familia se trasladaron a Lugo para poder continuar con la producción. La maquinaria de la fábrica también fue transportada a la Romaña. Una vez terminada la guerra, Giulio retomó su actividad productiva en Bolonia: después de conflictos irreconciliables con los trabajadores afiliados a la Confederación General Italiana del Trabajo, regresó a su tierra natal, donde lo acogió un alcalde de ideas anticomunistas, quien le facilitó la ubicación de la fábrica en Piombino Dese en 1947, donde el único sindicato permitido era la Confederación Italiana de Sindicatos de Trabajadores. El empresario contrató personal compuesto casi en su totalidad por trabajadoras de entre 14 y 25 años, y muy pocos hombres. También contrató a un profesor para todos los trabajadores, que impartía clases de cultura general y economía doméstica en las instalaciones de la fábrica. En 1956 el fundador dejó la empresa a su hijo Michele y a otros dos socios. Después del cierre de un taller con 30 trabajadores en Camposampiero, en 1962 la industria se trasladó a su ubicación actual en Fratte (Santa Giustina in Colle), manteniendo dos fábricas: una en Piombino y otra en Fratte. Giulio Morellato volvió entre los socios de la empresa de 1962 a 1965, año de su fallecimiento: murió en el hospital cívico de Padua.